# Csepel-Szabótelep
Pour les articles homonymes, voir Csepel.
Csepel-Szabótelep est un quartier situé dans le 21e arrondissement de Budapest. 